# نادي مشكي بوشان
نادي مشکی بوشان لكرة القدم (بالفارسية: باشگاه فوتبال مشکی پوشان خراسان‏) هو نادي رياضي لكرة القدم في إيران، تأسس في سنة 2011. يلعب في الدوري الإيراني، ويقع مقره في مدينة مشهد الإيرانية.